# IGアリーナ
IGアリーナ（アイジーアリーナ）は、愛知県名古屋市北区に所在する多目的アリーナ。施設は愛知県が保有し、前田建設工業・NTTドコモ・アンシュッツ・エンターテイメント・グループらが出資する特定目的会社 (SPC) である株式会社愛知国際アリーナが整備・運営する。
愛知県条例（愛知県スポーツ施設及び社会教育施設条例、昭和46年3月24日条例第6号）における名称は愛知国際アリーナ（あいちこくさいアリーナ）であるが、開場当初からイギリスを本拠地とする金融グループであるIGグループが命名権を取得し、「IGアリーナ」の名称としている。

## 建設の経緯
1964年完成の県立体育館である愛知県体育館（名古屋市中区二の丸）は、施設の老朽化とともに規模や機能が国際大会を開催する国際水準を満たしていないことが課題となっていた。
2017年（平成29年）6月、愛知県知事の大村秀章はアジア競技大会を開催する2026年（令和8年）までに愛知県体育館を「国際競技大会を開催するにふさわしい、スケールアップした施設とすることが必要」として増床新築移転することを決断した。名城公園北園を移転有力候補地とし、現体育館の改修は最低限に留めて大相撲名古屋場所などのイベントについては支障なく開催し、新体育館の完成後には移行できるようにすることとした。
これに関連して同年6月22日に名古屋市会本会議にて民進党議員から発せられた「愛知県体育館の整備計画などについて」の質問に対して、市の担当者が新たな移転候補地として名城公園北園を挙げ、整備に前向きな姿勢を持っていることを答弁し、河村たかし名古屋市長（当時）も歓迎する意思を示した。
愛知県は、愛知県体育館から800メートル北の名城公園北園内の野球場・名城プール跡地に移転新築する基本計画を発表。整備に当たってはPFIの「BTコンセッション方式」により、設計・建設から維持管理・運営を一体として民間事業者が実施する手法が採られ、事業に3グループから応募があり、選考の結果、前田建設工業とNTTドコモを代表企業とする「Aichi Smart Arenaグループ」（構成企業：前田建設工業、NTTドコモ、Anschutz Sports Holdings、三井住友ファイナンス&リース、東急、中部日本放送、日本政策投資銀行、クッシュマン・アンド・ウェイクフィールド）が落札候補者に決定した。Aichi Smart ArenaグループはSPCとして株式会社愛知国際アリーナを設立し、同社が事業主体となることが決まった。
2021年（令和3年）8月に地元説明会を実施した。敷地面積約4万6000平方メートル、建築面積約2万6700平方メートル、延床面積は5万8400平方メートルで、メインアリーナに最大1万7000人の観客を収容できる予定とし、他にサブアリーナ、多目的ホールを備え、延べ床面積は6万3000平方メートル。また、メインアリーナの天井には大型映像装置を設置し、スポーツやコンサートなどで活用できるようにする予定とした。横浜アリーナや有明アリーナに並ぶ規模が予定され、大村知事は「1万人規模の施設が都心にあるのは計り知れないアドバンテージ。日本を代表するスポーツアリーナになると確信している」と語った。

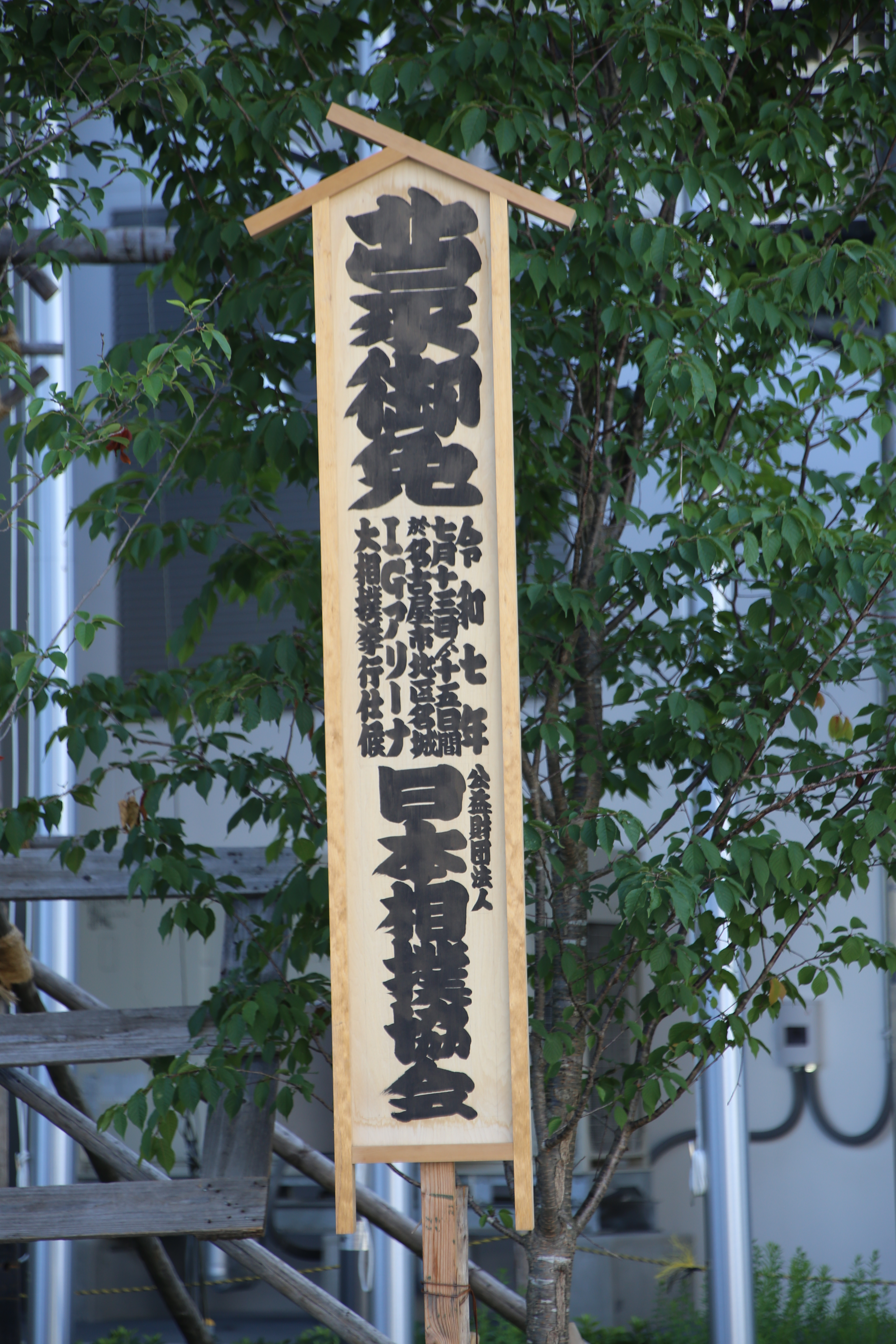
御免札

2025年（令和7年）から大相撲の七月場所（名古屋場所）の会場として決定した。大相撲2025年七月場所では、会場前の御免札及び番付表において、「蒙御免」の下に「令和七年七月十三日ゟ十五日間於名古屋市北区名城IGアリーナ大相撲挙行仕候」と書かれ、大相撲の御免札及び本場所の番付表における史上初のアルファベット（ラテン文字）の採用となった。
2025年（令和7年）5月31日、6月1日にオープニングイベントが開催され、開業式典の演出を滝沢秀明が担当することが発表された。また、開業前のプレイベントとして、同年5月24日にハンス・ジマーのコンサートが開催された。
2025年7月13日、大相撲七月場所の会場として初日興行が開催され、この日をこけら落としとして正式に開業した。今後、2026年（令和8年）開催のアジア競技大会の会場にもなる予定である。

## 施設概要
国有地（財務省所有地）に建築された施設で、愛知県が所有権を有する。
前田建設工業・隈研吾建築都市設計事務所・大建設計 愛知国際アリーナ設計共同体が設計し、前田建設工業が施工を担当した。
隈研吾事務所は外装と一部内装の意匠デザインを担当した。これについて隈研吾は、外側を取り囲む樹形アーチと内部の木陰天井により、名城公園の樹木と調和するデザインを目指したとしている。樹形アーチには大きく三種類の違いがあり、大断面集成材ではなく、鉄骨の側面に木の板を張ったものが用いられている。
設計案の段階ではメインエントランスとなる大階段にスロープもエスカレーターもなかったことから、ジャーナリストの関口威人がバリアフリー上の問題を指摘したが、スロープもエスカレーターも目立つ位置に付ける設計変更が行われている。
独立したメインアリーナとサブアリーナからなる2面構成となっている。メインアリーナは国内初採用となる、スポーツに適したオーバル形とコンサートなどの開催に適した馬蹄形を融合したハイブリッドオーバル形で、広さ約4600m2、高さ30m。最大収容人数は立ち見を含めて17,000人。メインアリーナ中央には、国内最大級（直径約12m・高さ約5.5m）の吊り下げ型8面体センタービジョンを備える。
サブアリーナは観客席のない体育館構造で、バレーボールコート2面が確保可能。
なお、メインアリーナを大相撲名古屋場所で使用する際には、上部座席を開放せず、アリーナに設置される枡席を含めても愛知県体育館時代とほぼ同程度の7800席で運用する。

## 命名権ほか
2024年（令和6年）2月8日、愛知国際アリーナは、イギリスの金融会社であるIGグループが新体育館の命名権を取得すると発表した。契約期間は2025年（令和7年）からの10年間でその間の名称は「IGアリーナ」となる。なお、公式サイト上では命名権者（ネーミングライツパートナー）は日本法人である「IG証券」として紹介されている。
また、アリーナの基本機能を支援する「ファウンディングパートナー」契約を日本特殊陶業と2024年（令和6年）11月に締結した。同社はアリーナ内ゲートのネーミング等を行う（契約期間は2025年から5年間）。

## アクセス
- 名古屋市営地下鉄名城線 名城公園駅下車4番出入口すぐ[WEB 9]。
- 名古屋市営地下鉄鶴舞線 浄心駅下車（徒歩18分）[WEB 9]。

### WEB
1. ↑  “◎25年本場所日程を発表=大相撲”. 時事通信ニュース. 2023年8月30日閲覧。
2. ↑  “【愛知県新体育館】施設名「IGアリーナ」に決定”. 建設通信新聞DIGITAL. 2025年8月11日閲覧。
3. ↑  “建築家・隈研吾氏インタビュー「IGアリーナが名城公園の杜と一体化する想いを込めて」”. 2025年7月14日閲覧。
4. 1 2  “ひと目で隈研吾！ 樹形木組みが取り巻く「IGアリーナ」完成で「名城公園駅」が熱い”. BUNGA NET (2025年7月29日). 2025年8月8日閲覧。
5. ↑  関口威人 (2022年6月17日). “【独自】隈研吾氏デザインの愛知県新体育館にバリアフリーの大問題 26年アジア大会に影響も”. Yahoo!ニュース エキスパート. 2022年6月18日閲覧。
6. 1 2  “7月開業「IGアリーナ（愛知国際アリーナ）」に行ってみた！　5階建て日本最大級、1～4階のシート構成を徹底紹介”. トラベルWatch (2025年5月19日). 2025年8月8日閲覧。
7. ↑  “令和7年大相撲七月場所（名古屋場所） チケット料金および座席概要のお知らせ”. 日本相撲協会 (2024年12月19日). 2025年8月8日閲覧。
8. ↑  “IGアリーナ第1号ファウンディングパートナーにNiterraグループ 日本特殊陶業株式会社が決定”. 名駅経済新聞. 2024年12月6日閲覧。
9. 1 2  “アクセス”. IGアリーナ. 2025年7月14日閲覧。

### 新聞
1. 1 2  「愛知県新体育館、名称は「IGアリーナ」 英金融が命名権」『日本経済新聞』2024年2月8日。2025年8月7日閲覧。
2. ↑  「愛知県体育館、移転新築 アジア大会までに、名城公園が有力」『CHUNICHI WEB』（中日新聞社）2017年6月22日。オリジナルの2017年6月23日時点におけるアーカイブ。2017年7月6日閲覧。
3. ↑  「愛知県体育館、名城公園の北園に移転へ、県と名古屋市、検討」『日経WEB』（日本経済新聞社）2017年6月22日。2017年7月6日閲覧。
4. ↑  「愛知県体育館1万5000人収容」『中日新聞』2019年6月11日、朝刊。
5. ↑  「伝統を発展「愛知のシンボルに」」『中日新聞朝刊』2019年6月12日。
6. ↑  酒井志帆 (2024年2月8日). “愛知県新体育館は“IGアリーナ” 命名権料「アジア最大規模」”. 毎日新聞. 2024年2月9日閲覧。

### 文献
1. 1 2 3 4 5 6  愛知県スポーツ局愛知国際アリーナ課「2023年度愛知県スポーツ推進審議会 資料5 愛知国際アリーナ課の主な事業の取組状況と今後の取組について」（PDF）2024年2月13日、2025年8月8日閲覧。
2. 1 2 3 4 5  株式会社愛知国際アリーナ 第4期決算公告
3. ↑  “愛知県新体育館基本計画（概要）の公表について”.   愛知県愛知国際アリーナ課 (2019年6月11日). 2025年8月8日閲覧。
4. ↑  “愛知県新体育館整備・運営等事業に係る概要について”. 愛知県愛知国際アリーナ課 (2020年6月2日). 2025年8月8日閲覧。
5. ↑  “愛知県新体育館整備等について（事業者募集の結果発表等）”.   愛知県愛知国際アリーナ課 (2021年2月17日). 2025年8月8日閲覧。
6. ↑  『愛知県体育館移転関連工事説明会 資料』（PDF）。2025年8月8日閲覧。
7. ↑  「IGアリーナ（愛知国際アリーナ）が、いよいよ開館」『相撲』2025年7月号、ベースボール・マガジン社、66頁。
8. ↑  “開業前に日本最大級アリーナを体感できる IGアリーナ オープニングDAYs開催決定 - IGアリーナ NEWS” (2025年2月6日). 2025年5月10日閲覧。
9. ↑  “音楽プロデューサーの滝沢秀明さん 名古屋の「IGアリーナ」開業式典の演出担当に 出演メンバーは未定- TBS NEWS DIG”. 2025年5月10日閲覧。
10. ↑  “映画音楽界のレジェンド「ハンス・ジマー」プレオープンイベント - IGアリーナ NEWS” (2025年2月18日). 2025年5月10日閲覧。
11. 1 2  資料4 アリーナ先進事例紹介 静岡市（2024年7月24日閲覧）